# Layla Miller
Layla Rose Miller, también conocida como Butterfly, es un personaje ficticio de Marvel Comics creado por Brian Michael Bendis y Oliver Coipel. Apareció por primera vez en el cuarto número de House of M. Peter David la desarrolló convirtiéndola en uno de los personajes principales de Investigaciones X-Factor

## Poderes
Layla tiene el poder mutante de resucitar a cualquier ser muerto a costa de su alma. Las personas resucitadas por Layla mantienen su memoria y habilidades pero pierden su empatía.
Tras lo ocurrido durante el arco argumental Complejo de Mesías, una Layla del futuro descarga sus conocimientos y recuerdos sobre el cerebro de una joven Layla, lo que le permite “saber cosas”. Layla tiene conocimientos de cosas que pueden ocurrir en el futuro y puede ver los efectos de como su intervención alteraría el futuro, algo también conocido como efecto mariposa.
Durante el tiempo que paso junto al Doctor Doom, Layla adquirió conocimientos de tecnología avanzada y magia. Layla es capaz de realizar exorcismos y pequeños conjuros. El Doctor Doom le entregó un brazalete con el que, entre otras cosas, es capaz de crear campos de fuerza y rayos de energía.
Durante los eventos de House of M la memoria de Layla no se ve afectada por la alteración de la realidad creada por la Bruja Escarlata. Layla utilizas sus poderes para “despertar” a los superhéroes y que recuperen sus recuerdos anteriores al cambio de realidad. No se ha vuelto a ver a Layla utilizar de nuevo esta habilidad.

## Otras Versiones

### Ultimate Marvel
En el universo Ultimate Layla Miller es una doctora científica miembro de la organización Roxxon. Es parte responsable de la operación que dio sus poderes a Cloak and Dagger.